# Fiat Goiana
Fiat Goiana es una fábrica de automóviles de Fiat Group Automobiles, la segunda de este grupo en Brasil. Inicialmente se iba a encontrar situada en el complejo portuario de Suape, ubicado en el municipio de Jaboatão dos Guararapes, aunque finalmente la localización se decidió trasladar al cercano municipio de Goiana, también en el estado de Pernambuco, Brasil. Su construcción de inició en el año 2011 y fue inaugurada en el año 2015, siendo inicialmente denominada como Polo Automotor Jeep Goiana, debido a la producción inaugural en esa factoría del modelo Jeep Renegade, para su distribución en la región de América Latina. Finalmente, la fábrica adoptaría su nombre actual gracias al inicio de la producción del modelo Fiat Toro a partir del año 2016.

## Descripción
La inversión planificada en el proyecto fue inicialmente de 3.000 millones de reales (1.363 millones de euros) aunque posteriormente se ampliaría a 4.000 millones de reales. La superficie total del complejo será de 14 millones de metros cuadrados de los cuales la factoría ocupará 4,4 siendo del tipo integrada, ya que acogerá un parque de proveedores en el mismo complejo. La previsión inicial fue de una capacidad de fabricación en 2014 de más de 200.000 unidades anuales que sería ampliada posteriormente a 250.000 unidades/año. Los empleos directos generados por la planta se estimaban en 3.500 inicialmente, aunque finalmente llegarían a los 4.500 según el proyecto. La inversión en este proyecto contemplará, además de la fábrica de automóviles, la puesta en marcha de un nuevo centro de Investigación y Desarrollo.

## Historia
La fábrica de Goiana es la segunda de Fiat en Brasil después de la de Fiat Betim en Minas Gerais inaugurada en 1976. El proyecto se aprueba debido a la fuerte demanda de Fiat en Brasil, mercado que en 2010 pasa a ser el primero del mundo para Fiat en número de unidades vendidas. El objetivo de la marca es vender más de un millón de automóviles en 2014 en Brasil, por lo que se decide construir una segunda fábrica que apoye a la de Betim, que aún a pesar de recibir fuertes inversiones se encuentra al límite de producción.
Lula da Silva, presidente de Brasil, y Sergio Marchionne, presidente de Fiat S.p.A., pusieron su primera piedra en diciembre de 2010. En septiembre de 2012 se anunció que la inversión en la planta sería de 2300 millones de €.
Finalmente, esta planta fue inaugurada en el año 2015, siendo inicialmente destinada a la producción del modelo Jeep Renegade para su distribución en América Latina, por tal motivo, esta fábrica fue inicialmente conocida como "Polo de Producción Jeep Goiana". La inauguración de esta factoría, supuso también el regreso a la producción en Brasil de la marca Jeep después del cese de la producción de los productos de la extinta Willys Overland do Brasil hace más de 30 años, aunque a nivel local, dicha producción se encontraba bajo la órbita de la filial brasileña de Ford. La capacidad productiva de la nueva planta, ubicada en el estado de Pernambuco, se extendió para finales del año 2015, iniciándose la producción local del utilitario Fiat Toro, presentado en 2016 y también destinado para comercialización en la región latinoamericana.

## Producción
| Foto | Marca | Modelo    | Inicio de producción |
| ---- | ----- | --------- | -------------------- |
|      | Jeep  | Renegade  | 2015                 |
|      | Fiat  | Toro      | 2016                 |
|      | RAM   | 1000      | 2016                 |
|      | Jeep  | Compass   | 2016                 |
|      | Jeep  | Commander | 2021                 |
|      | RAM   | Rampage   | 2023                 |